# Cheap Monday

Оригінальний логотип бренду «Cheap Monday» до 2010 року

Cheap Monday (укр. Дешевий понеділок) — шведський лейбл одягу. Він був заснований в 2000 році Орджаном Андерсоном (швед. Örjan Andersson) та Адамом Фрайбергом (швед. Adam Friberg), спочатку як секонд-хенд магазину одягу, в передмісті Стокгольма. Початок дати продажу на 10 березня 2004 року, і з самого початку тільки в одному магазині під назвою Weekday. Назва бренду походить від того факту, що оригінальний магазин був відкритий тільки в неділю. Бренд відомий своєю ідіосинкразією дизайнів, розширивши своє поле діяльності від джинсів, включивши кросівки, фланель, і сорочки. Поточний креативний директоранн Анн-Софі Бек (Ann-Sofie Back).
Лейбл одягу впізнаваний по емблемі черепа, який спочатку включав перевернуте розп'яття. Розробник логотипу, Бьорн Атлдакс (швед. Björn Atldax) і Карл Грандин (швед. Karl Grandin) з проектної групи Var, мав на увазі саме антихристиянську заяву, посилаючись на релігію як причину багатьох воєн. Станом на січень 2010 року логотип був змінений, перевернуте розп'яття замінено на одну вертикальну лінію.